# Иванова, Зинаида Григорьевна
Зинаида Григорьевна Ивано́ва (7 [19] октября 1897, Пенза — 10 июня 1979, Москва) — советский скульптор. Лауреатка двух Сталинских премий (1951, 1952).

## Биография
З. Г. Иванова родилась 7 (19 октября) 1897 года в Пензе. В 1921—1927 годах училась во Вхутеине в Москве у А. В. Бабичева, А. М. Лавинского и И. М. Чайкова. Дипломная работа — композиция «Строители».
Участница художественных выставок с 1927 года. В 1927—1928 годах состояла в обществе художников «Рост», в 1928—1932 годах — в Обществе московских художников. Работала в бригаде скульпторов под руководством В. И. Мухиной. Принимала участие в работе над монументом «Рабочий и колхозница» (1937), памятником А. М. Горькому (1951), памятником П. И. Чайковскому (1954), скульптурой «Требуем мира!» (1950) и другими произведениями.
С 1935 по 1937 год преподавала в скульптурной мастерской студии ВЦСПС, а с 1941 по 1945 год — в Московском институте прикладного и декоративного искусства.
Жила и работала в Москве. В 1954—1957 годах, будучи депутатом Моссовета, добилась постройки скульптурно-творческих мастерских для молодых скульпторов на Гостиничной улице, 7 (Владыкино). С 1980 года эти мастерские именовались «Скульптурно-творческие мастерские имени скульптора З. Г. Ивановой».
Умерла в Москве 10 июня 1979 года. Похоронена в колумбарии Ваганьковского кладбища (вместе с Н. Г. Зеленской).

## Творчество
- работала в бригаде скульпторов под руководством В. И. Мухиной над созданием монумента «Рабочий и колхозница» (1937)
- скульптурная группа «Требуем мира!» (1950) (совместно с В. И. Мухиной, Н. Г. Зеленской, А. М. Сергеевым, С. В. Казаковым)
- памятник М. Горькому у Белорусского вокзала в Москве (1952) (совместно с В. И. Мухиной и Н. Г. Зеленской, по проекту И. Д. Шадра)
- памятник П. Чайковскому у здания Московской государственной консерватории (1954) (совместно с В. И. Мухиной и Н. Г. Зеленской)

## Награды и премии
- Сталинская премия второй степени (1951) — за скульптурную группу «Требуем мира!»
- Сталинская премия первой степени (1952) — за памятник М. Горькому у Белорусского вокзала в Москве